# بول نيروب راسموسين
بول نيروب راسموسين (بالدنماركية: Poul Nyrup Rasmussen)‏ (مواليد 15 يونيو 1943 في إيسبيرغ)، هو سياسي دنماركي، شغل منصب رئيس وزراء الدنمارك منذ يناير 1993 حتى نوفمبر 2001. كما كان رئيس حزب الاشتراكيون الأوروبيون بالفترة (2004 - 2011). وكان عضو البرلمان الأوروبي بالفترة بين (2004 - 2009).

## روابط خارجية
- بول نيروب راسموسين على موقع IMDb (الإنجليزية)
- بول نيروب راسموسين على موقع الموسوعة البريطانية (الإنجليزية)
- بول نيروب راسموسين على موقع مونزينجر (الألمانية)
- بول نيروب راسموسين على موقع إن إن دي بي (الإنجليزية)
- بول نيروب راسموسين على موقع قاعدة بيانات الفيلم (الإنجليزية)